# Laudatio Turiae

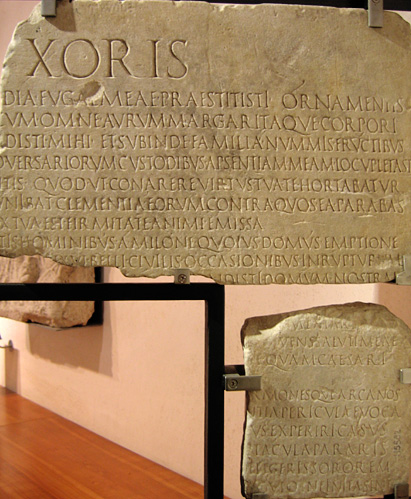
Due frammenti della lapide contenenti il testo della Laudatio Turiae.

La Laudatio Turiae (in italiano "elogio a Turia") è un'iscrizione di epoca romana scolpita su una lapide funeraria ritrovata a Roma. Databile verso la fine del I secolo a.C., riporta l'elogio funebre di una matrona romana, scritto dal marito al fine di esaltarne l'amore e le virtù coniugali. Sebbene l'identità della donna oggetto dell'elogio non sia nota (il testo riporta semplicemente la dedica "alla moglie"), in passato essa venne identificata con una certa Turia, da cui il nome "Laudatio Turiae".

## La lapide
La pietra tombale della matrona romana venne eretta dal marito (la cui identità non è certa) verso la fine del I secolo a.C., in occasione della morte della moglie. Su tale lapide venne inciso l'elogio funebre della donna, attraverso il quale il coniuge ne elogia le virtù, l'amore coniugale, i sacrifici e l'incrollabile fedeltà verso di lui mantenuta, nonostante le avversità, fino alla morte. La lapide si presenta spezzata in vari frammenti, che nel corso dei secoli sono stati rimossi e ricollocati in vari punti della città di Roma, a seguito del riutilizzo lapideo praticato soprattutto in epoca medievale. A conseguenza di ciò l'elogio non ci è giunto integralmente; in tutto solo 132 righe delle 180 complessive sono state ritrovate. Nonostante queste lacune, però, la Laudatio Turiae costituisce tuttora il più lungo elogio funebre di epoca romana che sia giunto fino a noi.

## Le identità
Ad oggi gli storici non sono concordi nel determinare l'identità dei personaggi citati nella Laudatio Turiae: non è ben chiara né l'identità della donna né quella di suo marito, autore del testo, dal momento che la parte iniziale, contenente l'intestazione con i loro nomi, risulta mancante. Il nome "Laudatio Turiae" deriva dal fatto che in passato si suppose che la donna potesse essere identificata con Curia, moglie di Quinto Lucrezio Vespillone, console nel 19 a.C. sulla base dei resoconti riportati da Valerio Massimo e Appiano. Entrambi gli storici riportano infatti la vicenda di questa donna, Curia (o Turia), che avrebbe salvato il marito in maniera molto simile a quanto riportato nella Laudatio. Si tratta però solo di un'ipotesi che oggi viene contestata dalla maggior parte degli storici, pertanto le identità dei personaggi riportati nel testo rimangono tuttora ignote.

## L'iscrizione
Il testo dell'elogio a Turia rappresenta una testimonianza importantissima del mondo romano nei turbolenti anni di passaggio dalla Repubblica all'Impero: esso ci consente di ricostruire, attraverso la narrazione della vita di Turia e del marito, molti aspetti della società romana dell'epoca.

Il testo sottolinea più volte le virtù muliebri di Turia: il marito ne esalta l'obbedienza, la fedeltà nei confronti della famiglia, la purezza e la pietas religiosa. Tutte queste qualità di Turia emersero in occasione delle avversità che la famiglia si trovò a vivere nel corso di quegli anni turbolenti. Innanzitutto, Turia vendicò la morte dei genitori, entrambi brutalmente uccisi il giorno prima delle sue nozze nel latifondo di loro proprietà. Sebbene l'epigrafe non faccia riferimento ai responsabili, gli storici ritengono che l'omicidio sia stato commesso dagli schiavi di proprietà dei genitori di Turia (il che spiegherebbe perché non se ne fa menzione nel testo, essendo questo fatto motivo di disonore per la famiglia). Turia riuscì a vendicarne la morte ottenendo giustizia e agendo praticamente sola, essendo il marito lontano da Roma in quel momento, per la precisione in Macedonia (forse al seguito di Pompeo Magno):
"Sei rimasta orfana improvvisamente prima del giorno delle nozze, quando entrambi i genitori, nella solitudine della campagna, furono assassinati insieme. Grazie a te, soprattutto, dato che io ero partito per la Macedonia, e il marito di tua sorella, Gaio Cluvio, per la provincia d'Africa, non rimase invendicata l'uccisione dei tuoi genitori. Con tale zelo tu hai compiuto i tuoi doveri di pietà filiale, domandando e ottenendo giustizia, che, se noialtri fossimo stati presenti, non avremmo potuto fare di più. [...] E mentre eri impegnata in questa situazione, dopo aver assicurato alla giustizia i colpevoli, hai immediatamente lasciato la casa paterna per custodire il tuo onore e ti sei trasferita nella casa di mia madre, dove hai atteso il mio ritorno". 
Secondo quanto riportato nel testo, poi, il marito di Turia cadde in disgrazia durante gli anni turbolenti delle grandi guerre civili (forse finendo incluso nelle liste di proscrizione) e venendo così costretto a fuggire lontano da Roma. Anche in quegli anni avversi Turia non solo mantenne viva la fedeltà nei confronti del marito (amministrando i beni della casa in sua assenza), ma arrivò persino ad inviargli soldi e i suoi stessi gioielli al fine di sostenerlo economicamente durante l'esilio. Il marito riuscirà comunque a sopravvivere sia alla prima che alla seconda guerra civile e verrà riabilitato con l'ascesa al potere di Ottaviano Augusto, potendo quindi fare ritorno a Roma. Anche la sua riabilitazione, secondo il testo, sarebbe in parte opera di Turia: il marito racconta infatti di come Marco Emilio Lepido (una delle pochissime figure pubbliche citate direttamente nel testo) si sia rifiutato di riabilitarlo nonostante Ottaviano si fosse pronunciato in tal senso. Al che Turia avrebbe pubblicamente supplicato Lepido "prostrandosi ai suoi piedi" e informandolo coraggiosamente della sentenza di Augusto, riuscendo infine ad ottenere la riabilitazione non senza venire pubblicamente umiliata:
"Ti prostrasti ai suoi piedi [di Lepido]; non solo fosti risollevata ma, al contrario, strappata, trascinata come una schiava, coperta di lividi la persona; eppure, con grande coraggio informasti Lepido della sentenza di Cesare [Augusto], invocando la mia riabilitazione. Udisti persino parole ingiuriose, subisti ferite crudeli. Ti mostrasti a tutti, affinché si sapesse che era l'autore dei miei pericoli, cosa che non tardò a ricadere a suo danno". 
Dopo la riabilitazione l'uomo tornò a Roma dove visse insieme a Turia anni sereni e felici, tuttavia segnati dall'infertilità della donna. La coppia non poté infatti avere figli. Turia, dolendosi per il fatto che il marito non potesse avere una discendenza per causa sua, arrivò persino a suggerirgli il divorzio per permettergli di procreare con un'altra donna:
"[...] disperando di poter mettere al mondo un figlio, dolendoti che io ne fossi privo, poiché, avendo te per moglie, deposta ogni speranza di prole, avrei potuto essere infelice per questo, mi parlasti di divorzio, ti proponesti di lasciare disponibile la casa alle fecondità di un'altra donna, con nessun'altra ragione [...] se non quella di cercare tu stessa e procurarmi un'unione al livello della mia posizione".
Il marito, però, rifiutò sdegnosamente questa proposta, preferendo vivere insieme all'amata moglie, pur senza figli, piuttosto che separarsi da lei ed avere una discendenza da un'altra donna:
"Devo confessare che mi adirai tanto da perdere il controllo di me stesso; quelle proposte mi fecero orrore a tal punto che stentai a riprendermi: parlare di separazione tra noi prima che fosse pronunciata la legge del fato, poter tu concepire nell'animo tuo di non essere più mia moglie, mentre eri ancora in vita, quando, nel momento in cui ero quasi esule dalla vita, m'eri rimasta tanto fedele!".
Dal testo apprendiamo che il matrimonio tra i due coniugi durò ben 41 anni, durante i quali Turia visse in maniera irreprensibile, sposa di grandi virtù domestiche, castità e oculata generosità. Morirà verso gli ultimi anni del I secolo a.C., prima del marito, pur essendo più giovane di lui di parecchi anni.

## Localizzazione
La lastra marmorea che riporta l'elogio a Turia venne rinvenuta a Roma, presso il Clivo Portuense. Ad oggi i suoi frammenti sono conservati presso il Museo Nazionale Romano, alle Terme di Diocleziano a Roma.